# Marcelin (papież)
Marcelin (zm. 25 października 304 w Rzymie) – święty Kościoła katolickiego, 29. papież w okresie od 30 czerwca 296 do 25 października 304. Imię świętego wymieniane jest w Modlitwie Eucharystycznej (Communicantes) Kanonu rzymskiego.
Nie wymienia go ani Martyrologium hieronymianum ani Depositio episcoporum, ani też Depositio martyrus.

## Życiorys
Jego pontyfikat zaczął się za panowania cesarza rzymskiego Dioklecjana. Chrześcijanie byli wówczas bezpieczni i wspólnota kościelna wzrastała. Jednak w 302 współrządzący z Dioklecjanem cesarz Galeriusz rozpoczął walkę przeciw chrześcijanom. Za jego namową Dioklecjan wszczął prześladowania. Najpierw chrześcijańscy żołnierze musieli opuścić armię. Potem zaczęto konfiskować własność kościelną i niszczyć chrześcijańskie księgi. W końcu Dioklecjan zarządził, że chrześcijanie muszą wyprzeć się wiary albo przyjąć wyrok śmierci.
Liber Pontificalis, opierając się na zagubionych Dziejach św. Marcelina opowiada, że podczas prześladowań Dioklecjana Marcelin został wezwany, by złożyć ofiarę bogom. Ofiarował im kadzidło, lecz zaraz potem nawrócił się i wyznał wiarę w Chrystusa. Umarł na wygnaniu, ale z powodu banicji mimo iż był wyznawcą uważany był za męczennika.
Według innych dokumentów Marcelin zdradził. Przekonanie o tym było najprawdopodobniej przyczyną milczenia o nim w dawnym kalendarzu liturgicznym. Na początku V w. donatyści oskarżali Marcelina i jego księży o wydanie świętych ksiąg poganom i ofiarowywanie kadzidła fałszywym bogom. Zaprzecza temu św. Augustyn.
Według Liber Pontificalis, Marcelina pogrzebano 26 kwietnia 304 r., w katakumbach Pryscylii przy Via Salaria, 25 dni po śmierci. Inny katalog podaje datę 25 października.
Wspomnienie liturgiczne przypada 26 kwietnia.